# Bellaire (Michigan)
Bellaire é uma vila localizada no estado americano de Michigan, no Condado de Antrim.

## Demografia
Segundo o censo americano de 2000, a sua população era de 1164 habitantes. 
Em 2006, foi estimada uma população de 1145, um decréscimo de 19 (-1.6%).

## Geografia
De acordo com o United States Census Bureau tem uma área de 
5,0 km², dos quais 4,7 km² cobertos por terra e 0,3 km² cobertos por água. Bellaire localiza-se a aproximadamente 182 m acima do nível do mar.

## Localidades na vizinhança
O diagrama seguinte representa as localidades num raio de 24 km ao redor de Bellaire. 